# Cucujus imperialis
Cucujus imperialis is een keversoort uit de familie platte schorskevers (Cucujidae). De wetenschappelijke naam van de soort werd in 1879 gepubliceerd door George Lewis.